# Patrinia sibirica
Patrinia sibirica là một loài thực vật có hoa trong họ Kim ngân. Loài này được (L.) Jussieu mô tả khoa học đầu tiên năm 1807.